# Нина (сериал)
«Ни́на» — российский комедийный телесериал, шоураннером которого является Жора Крыжовников. Производством проекта занималась компания «Тумач Продакшн».
Премьера телесериала состоялась 3 октября 2022 года на телеканале ТНТ и в онлайн-кинотеатре Premier. Новые серии выходили в эфир с понедельника по четверг в 20:30.
Заключительная серия вышла 20 октября 2022 года.

## Сюжет
В Нижнем Новгороде домохозяйка Нина Ершова удачно вышла замуж в третий раз и беззаботно живёт в загородном доме вместе со своими детьми, оказывая финансовую поддержку двум бывшим мужьям, однако всё в одночасье рушится, когда любимый третий муж Костя заводит себе любовницу.

## Актёры и роли

### В главных ролях
| Актёр             | Роль                                                                      |
| ----------------- | ------------------------------------------------------------------------- |
| Виктория Исакова  | Нина Андреевна Ершова                                                     |
| Андрей Бурковский | Константин (Костя) Евгеньевич Ершов третий муж Нины, папа Маши, бизнесмен |
| Сергей Бурунов    | Слава (Михалыч) второй муж Нины, папа Дани, сумасшедший профессор         |
| Сергей Лавыгин    | Алекс первый муж Нины, папа Даши, неудачливый стартапер                   |
| Юлия Хлынина      | Алина любовница Кости                                                     |
| Марта Евстигнеева | Маша дочь Нины и Кости                                                    |
| Савелий Албутов   | Даня сын Нины и Славы                                                     |
| Валентина Ляпина  | Даша дочь Нины и Алекса                                                   |
| Никита Патуев     | Митя парень Даши                                                          |

### В ролях
| Актёр              | Роль                                   |
| ------------------ | -------------------------------------- |
| Ренат Мухамбаев    | Усман коллега Алекса                   |
| Ирина Розанова     | Зоя Олеговна свекровь Нины, мама Кости |
| Евгений Перевалов  | Андрей                                 |
| Елена Анищенко     | Анжелика Гандапас ведущая              |
| Вера Новикова      | Амалия Фёдоровна                       |
| Ольга Спиркина     | преподаватель по мерчандайзингу        |
| Мария Смольникова  | Илона                                  |
| Анастасия Савосина | психолог                               |
| Сергей Фролов      | эксперт                                |
| Светлана Пермякова | комендантша                            |

## Производство
Образ главной героини был вдохновлён Скарлетт О'Харой из романа Маргарет Митчелл «Унесённые ветром».
Роль второго мужа главной героини Славы была написана специально для Сергея Бурунова.
Премьерный показ первой серии состоялся 27 августа 2022 года в московском кинотеатре «Салют» в рамках ежегодной всероссийской акции «Ночь кино».